# Зірка Сьєрра-Леоне (алмаз)

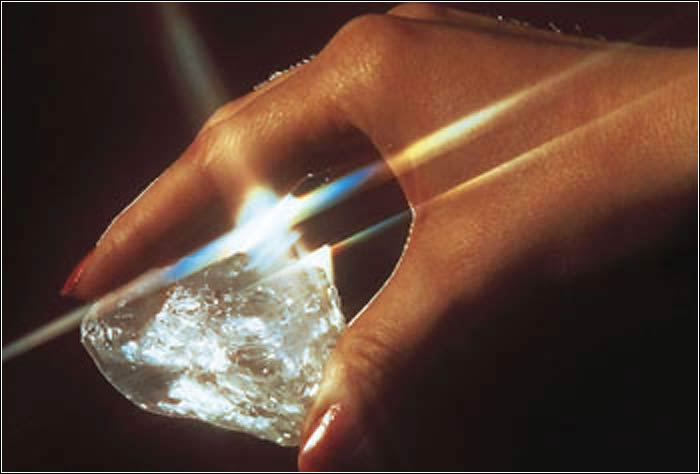

Зірка Сьєрра-Леоне — алмаз знайдений в Сьєрра-Леоне. Входить до числа найбільших коли-небудь знайдених — важив 969,8 карата.
Виявлений 14 лютого 1972 року працівниками компанії Diminco. Станом на 1972 рік це був третій за розміром і найбільший алмаз, знайдений у алювіальних відкладеннях. 3 жовтня 1972 року президент Сьєрра-Леоне Сіака Стівенс оголосив, що алмаз придбала ювелірна компанія з Нью-Йорка за 2,5 мільйона доларів. Спочатку камінь огранували, згодом, через внутрішні дефекти, з нього виготовили 17 діамантів, 13 з яких визнали бездоганними. Після розділення найбільшим став грушеподібний алмаз вагою 53,96 кар (10,79 г).